# Dounia Issa
Pour les articles homonymes, voir Dounia et Issa.
Dounia Issa, né le 3 juin 1981 à Toulouse, est un joueur puis entraîneur français de basket-ball. Il mesure 1,98 m.

## Carrière de joueur

### Jeanne D'Arc Vichy Auvergne Basket (JAV)  (2007-2010)
En juin 2007, après 6 années passées au Stade clermontois il signe à Vichy.
Arrivé sur la pointe des pieds avec très peu de références, il va sous la houlette de Jean Louis Borg l'entraineur thermal, littéralement explosé aux yeux de la ligue.
Élu meilleur défenseur de l'année et All star 2007, Issa va aussi découvrir ses premières sélections en équipe de France lors de la campagne de qualification 2007 avec Michel Gomez comme sélectionneur.

### BCM Gravelines-Dunkerque (2010-2012)
Le 8 juin 2010, il signe au BCM Gravelines-Dunkerque.
Il est sélectionné en Décembre 2010 au All star game dans l'équipe des joueurs français.
C'est sa troisième sélection en 4 saisons après celle de 2007 et 2009 avec Vichy.
Le 26 juillet 2011, il est pré-sélectionné dans l'équipe du Tchad pour participer à l'Afrobasket 2011.
Il fait partie de l'équipe 2011-2012 qui fera le meilleur bilan de histoire du club avec 27 victoires pour 3 défaites.

### Le Mans Sarthe Basket (2012-2016)
Durant l'été 2012, il rejoint dans l'équipe du Mans Sarthe Basket.
Le 24 février 2014, il prolonge son contrat de deux ans avec l'équipe du Mans.
Depuis mai 2009, Dounia Issa possédait la meilleure évaluation d'un joueur français sur un match, avec 41 d'évaluation. Il est dépossédé de ce titre honorifique le 20 avril 2014 par Nobel Boungou Colo, avec 42 d'évaluation.
Le 4 décembre 2014, lors de la quatrième journée d’EuroChallenge contre Anvers, il se fait une rupture du tendon d'Achille droit.
Le 2 décembre 2015, lors d'un match à l'ALBA Berlin, il se fait une nouvelle rupture du tendon d'Achille gauche,.
Le 15 mai 2016, il revient sur les parquets lors des quarts de finale des playoffs.

## Carrière d'entraîneur
Le 9 mai 2016, il est nommé entraîneur assistant de Jean-Aimé Toupane en Équipe de France U20.
Le 29 juin 2016, il commence sa carrière d'entraîneur en ayant un rôle de technicien avec l'équipe du Mans Sarthe Basket.
Un an plus tard, après avoir obtenu le Diplôme d’Etat d’entraîneur, il est nommé assistant de l'entraîneur dans l'équipe professionnelle du Mans.
Le 28 juin 2018, il est prolongé jusqu'en 2020 au poste d'assistant de l'entraîneur du Mans Éric Bartecheky.
Le 29 mai 2019, il est nommé entraîneur principal de l'équipe du Mans à partir de la saison 2019-2020.
Le 1er décembre 2019, à la suite de mauvais résultats, il est écarté.
Le 8 mai 2024, il est annoncé qu'il entraîne la Jeanne d'Arc de Vichy, à compter de la saison 2024-2025, et pour une durée de deux ans.

## Style de jeu
Issa joue au poste aller fort ou pivot mais c'est un joueur avec un corps et un gabarit d'ailier.
Issa a un style de jeu basé sur l'hyperactivité défensive et la justesse offensive.
Avec simplement un petit 1,98 m pour 98 kg il est capable de dominer un match uniquement par son activité au rebond, son sens du contre et ses lectures offensives.
Capable de pointes à 10 contres ou encore de match à 18 rebonds ou plus, son style de jeu se caractérise avant tout par une énergie, une lecture du jeu et un sens du collectif.
Défenseur coriace sur l'homme il devenait hors pair dans les aides défensives ou son anticipation pouvait mettre à mal nombres de collectif adverses.
Joueur collectif, Issa n'avait que très peu besoin de la balle pour s'exprimer et remplissait ainsi toutes les autres colonnes statistiques.
Son activité se traduisait par ses évaluations qui étaient souvent dans les meilleures à la minute lors de chacune de ses saisons.
Issa n'a jamais vraiment eu un jeu offensif très développé.
Son jeu dos au panier est quasi inexistant et son tir extérieur n'est pas fiable du tout.
Même s'il présentait une mobilité très intéressante il n'a jamais vraiment eu assez de technique pour faire le saut sur le poste 3, son poste naturel en rapport avec son physique.

## Clubs
- 2000-2001 :  Toulouse Spacer's  (Nationale 2)
- 2001-2007 :  Stade Clermontois Basket Auvergne (Nationale 1 puis Pro B puis Pro A)
- 2007-2010 :  Jeanne d'Arc Vichy Val d'Allier Auvergne Basket (Pro A)
- 2010-2012 :  Basket Club Maritime Gravelines Dunkerque Grand Littoral (Pro A)
- 2012-2016 :  Le Mans Sarthe Basket (Pro A)

## Palmarès

### Joueur
- Champion de France de Nationale 1 2002 avec Stade Clermontois
- Champion de France Pro B 2004 avec Stade clermontois
- Vainqueur Semaine des As 2011 avec BCM Gravelines
- Vainqueur de la Leaders Cup 2014 avec Le Mans

#### Entraineur
- Médaille de Bronze Equipe de France U20 2017, 2018 ( Adjoint )
- Champion de France Jeep Elite 2018 ( Adjoint )

### Sélection nationale
- international français en 2008

### Personnel
- Meilleur défenseur de la saison régulière Pro A 2007 - 2008
- Participation All-Star Game LNB: 2007, 2009 et 2010